# Меле-Хейран
Меле-Хейран — зороастрийский храм огня на территории Ахалского велаята Туркменистана.
Найден в 1997 году в Серахском оазисе в 15 км. к востоку от одноимённого города польско-туркменской экспедицией под руководством Барбары Каим (доктор археологии, профессор Варшавского университета). Комплексный археологический проект называется «Храм огня Меле-Хейран».
Предположительно был сооружён в позднепарфянский период. В сасанидский был известен как Аташ-Бахрам.